# ラッファエレ・パッラディーノ
ラッファエレ・パッラディーノ（Raffaele Palladino, 1984年4月17日 - ）は、イタリア・ムニャーノ・ディ・ナーポリ出身の元サッカー選手、現サッカー指導者。元イタリア代表。ACFフィオレンティーナの監督を務めている。現役時代のポジションはフォワード。

## 選手経歴

### クラブ
ユヴェントスFCのユースチームで育成され、レンタル先のベネヴェント・カルチョでプロデビュー。しかし8試合1得点に終わり、ユヴェントスに復帰した。2004-05シーズンにサレルニターナ・カルチョで39試合15得点の活躍を見せると、翌シーズンはセリエAのASリヴォルノ・カルチョにレンタルされる。リヴォルノ21試合2得点に終わったものの、翌2006-07シーズンからセリエBに降格したユヴェントスFCに復帰し、パベル・ネドベド欠場時に代役をこなした。セリエAへ復帰した2007-08シーズンも主に中盤サイドとして出番を増やした。
2008年、ジェノアCFCへ移籍。2008年11月13日のユヴェントス戦では古巣を相手にゴールを決めた。
2011年、冬の移籍市場でパルマFCに完全移籍した。
パルマの破産に伴い2015年にセリエBのFCクロトーネに加入。2016年4月29日のモデナ戦では自身の同点弾で引き分けに持ち込み、クラブ史上初となるセリエA昇格に貢献。2016年7月7日、クロトーネとの契約を2018年まで延長した。
2017年1月31日、古巣のジェノアCFCへ6年ぶりに復帰。
2019年3月31日、SSDモンツァ1912へ移籍した。
2019年10月9日、現役を引退した。

### 代表
2007年11月21日のフェロー諸島代表戦でイタリア代表デビューを果たした。

## 監督経歴
引退して間もなくキャリア最後のクラブACモンツァのユースチームで指導者キャリアをスタート。21-22シーズンからプリマヴェーラの監督を務めた。
2022年9月13日、ACモンツァの監督にジョヴァンニ・ストロッパの後任として就任することが発表された。就任後初戦ではいきなり古巣のユヴェントスからセリエA初白星をつかんだほか、ナポリやインテルを撃破し11位で残留に導き、2シーズン目の23-24シーズンも12位で残留させた。
2024年6月4日、ACFフィオレンティーナの監督に就任した。

## 所属クラブ
- ベネヴェント・カルチョ 2001-2002
- ユヴェントスFC 2002-2008

→  サレルニターナ・カルチョ1919 2004-2005 (loan)
→  ASリヴォルノ・カルチョ 2005-2006 (loan)
- ジェノアCFC 2008-2011
- パルマFC 2011-2015
- FCクロトーネ 2015-2017
- ジェノアCFC 2017-2018
- スペツィア・カルチョ 2018
- SSDモンツァ1912 2019

## タイトル

### クラブ
ユヴェントスFC
- トルネオ・ディ・ヴィアレッジョ 2003, 2004
- セリエB 2006-07

### 代表
- UEFA U-19欧州選手権 2003